# 광산초등학교 흘리분교
광산초등학교 흘리분교는 대한민국 강원특별자치도 고성군에 있었던 공립 초등학교이다.

## 학교 연혁
- 1961.04.01 광산초등학교 흘리분실 인가
- 1964.12.21 흘리국민학교로 승격(3학급)
- 1965.03.01 초대교장 이진호 취임
- 1983.03.01 흘리분교장으로 격하
- 2011.02.10 제46회 졸업식(총 426명)
- 2012.09.01 제18대 교장 배승도 취임
- 2024.02.29 폐교 및 광산초등학교 통합, 63년만에 폐교